# Liu Shaoqi
Liu Shaoqi, född 24 november 1898 i Ningxiang, död 12 november 1969 i Kaifeng, var en kommunistisk kinesisk politiker och var Folkrepubliken Kinas president i Kina från 1959 till 1968. 

## Biografi
Liu Shaoqi föddes i ett välbärgat bondhem i Hunan och gick i samma skola i Changsha som Mao Zedong. Han studerade en tid vid det marxistisk-leninistiska Universitetet för Österns arbetare i Moskva och redan 1921 gick han med i det då nybildade Kinas kommunistiska parti. Åren 1922–25 var Liu Shaoqi aktiv som kommunistisk organisatör för gruvarbetarna i Anyuan i Jiangxi-provinsen. Åren 1925 och 1926 ledde han flera strejker i Hunan och Shanghai. Han blev invald i Centralkommittén i Kinas kommunistiska parti 1927.
Liu Shaoqi anslöt sig till den Kinesiska sovjetrepubliken och blev 1932 partisekreterare i Fujian-provinsen. Han deltog till den Långa marschen 1934 och anslöt sig till Mao Zedong vid Zunyikonferensen senare samma år. Under det andra kinesisk-japanska kriget var han partisekreterare för kommunistpartiet i Nordkina och var ofta verksam bakom fiendens linjer. Under 1943 gjorde han sitt slutgiltiga steg in i det kommunistiska partitoppen och blev i praktiken partiets andreman efter Mao.
Efter Folkrepubliken Kinas grundande 1949 hörde Liu fram till början på 1960-talet tillsammans med Deng Xiaoping till den grupp i det kinesiska kommunistpartiets ledning som gav Mao Zedongs politik sitt starka stöd. I samtal med den brittiske fältmarskalken Bernard Montgomery 1961 beskrev Mao Liu som sin egen tilltänkte efterträdare. Två år tidigare, 1959, hade han överlåtit sin egen presidentpost till Liu. Efter misslyckandet med det Stora språnget kom Liu dock sakta att fjärma sig från Mao, och deras åsikter gick i första hand isär i frågan om hur man skulle lösa frågan om det så kallade revisionistiska hotet mot kommunistpartiets makt och revolution.
Under kulturrevolutionen (1966–1976) blev Liu det främsta politiska målet för Maos angrepp på partieliten. Han ersattes av Lin Biao som nummer två, efter Mao, i partiledningen 1966 och stämplades offentligt som "förrädare", "Kinas Chrusjtjov" och "den främste makthavaren inom partiet som går den kapitalistiska vägen".
Liu Shaoqi greps 1967, uteslöts från partiet 1968 och försvann från offentligheten som en icke-person. Först efter Maos död 1976 blev det känt att Liu dött i en isoleringscell i Kaifeng till följd av medicinsk vanvård (diabetes och lunginflammation) redan 1969. Han rehabiliterades av Deng Xiaoping 1980 och fick då även en postum statsbegravning.
En synnerligen informativ och detaljerad genomgång av alla viktigare kulturrevolutionära anklagelser mot Liu finns i det 146 sidor långa dokumentet ”Bevis vilka framkommit under en ny genomgång av Kamrat Liu Shaoqis Fall” (刘少奇同志案件复查小组《关于刘少奇同志案件复查的证件》) distribuerat till berörda instanser av KKP:s Centralkommitté i februari 1980 i form av en bilaga till det Centrala Cirkuläret nr. 25 (中共中央中发〔1980〕25号文件的附件). Ej längre hemligstämplat, och inte omöjligt att hitta i Kina.

## Verk i svensk översättning
- Liu Shao-chi, Chou En-lai, Mao Zedong, red (1951). Folkets Kina: artiklar och tal. Stockholm: Arbetarkultur. Libris 1494577
- Liu, Shao-chi (1952). Hur bli en bra kommunist?: föredrag hållna i juli 1939 i Marxistisk-Leninistiska institutet i Yenan. Kultur och politik, 99-3527944-8. Stockholm: Arbetarkultur. Libris 1442389